# Dolores Cortés Goterris
Dolores Cortés Goterris (Vila-real, 1926 - ib. 2025) fou una dissenyadora i empresària valenciana, especialitzada en la moda de bany.
Va nàixer a una família treballadora amb poc recursos i amb la mort del seu pare, quan Dolores Cortés tenia 16 anys, comença a treballar com a cosidora i poc després, l'any 1946 adquireix una botiga merceria. Gràcies a l'enginy i la destresa amb els teixits, Cortés idea un nou concepte de vestit de bany femení elàstic que té molt d'èxit i inicia la seua fabricació a petita escala fins que l'any 1957 crea una empresa especialitzada, Confecciones de artesanía. La mateixa Cortés realitzava la distribució dels productes per les comarques de la Plana de Castelló gràcies a una motocicleta, pel qual va dissenyar una falda-pantaló que permetia conduir el vehicle amb més comoditat.
L'èxit dels productes sorgits del taller de Cortés Goterris no parava de créixer i l'any 1975 funda l'empresa Docor, SA amb socis externs a la seua família. Però cinc anys més tard dissol l'empresa i torna a l'àmbit familiar per obrir Dolores Font Cortés, SA a la direcció de la qual es situaria la seua filla, de la qual va prendre el nom per identificar la nova empresa. La nova firma segueix amb la trajectòria iniciada especialitzant-se amb la roba de bany femenina. Altra de les invencions de Dolores Cortés és el banyador per a dones amb mastectomia.
Cortés Goterris va recollir diversos reconeixements com la Medalla d'Or al Mèrit del Treball d'Espanya de 2002, el Premi de la Dona Treballadora de les Corts Valencianes de 2003, el Premi Nacional de la Petita i Mitjana Empresa l'any 2017 o el nomenament com a Filla Predilecta de Vila-real també el 2017.